# Паркинсонова болест
Паркинсонова болест (енгл. Parkinson's disease - PD), или једноставно Паркинсон је дуготрајни дегенеративни поремећај централног нервног система који углавном погађа моторни систем. Симптоми се обично јављају полако и, како се болест погоршава, немоторни симптоми постају све чешћи. Најочигледнији рани симптоми су тремор, укоченост, успореност покрета и потешкоће у ходању, али могу се јавити и когнитивни проблеми и проблеми у понашању. Деменција Паркинсонове болести постаје честа у поодмаклој фази болести. Депресија и анксиозност су такође чести, а јављају се код више од трећине људи са ПД. Остали симптоми укључују сензорне, поремећаје спавања и емоционалне проблеме. Главни моторни симптоми заједнички се називају „паркинсонизам“ или „паркинсонов синдром“.
Иако је узрок ПД непознат, верује се да укључује и наследне и околинске околине. Вероватније је да ће они који имају погођеног члана породице сами оболети. Такође је повећан ризик код људи изложених одређеним пестицидима и међу онима који су претходно имали повреде главе, док је смањен ризик код пушача дувана и оних који пију кафу или чај. Моторни симптоми болести резултат су одумирања ћелија у супстанција нигра, делу средњег мозга, што доводи до дефицита допамина. Узрок ове ћелијске смрти је слабо разумљив, али укључује накупљање протеина у Левијевим телима на неуронима.
Дијагноза типичних случајева углавном се заснива на симптомима, а тестови попут неуровизуализације користе се за искључивање других болести. Паркинсонова болест се обично јавља код људи старијих од 60 година, од којих је погођено око један одсто. Мушкарци су чешће погођени него жене у односу од око 3:2. Када се примети код људи пре 50. године, назива се раним почетком ПД. У 2015. години ПД је погађала 6,2 милиона људи и то је резултирало са око 117.400 смртних случајева широм света. Просечни животни век након дијагнозе је између 7 и 15 година.
Не постоји лек за ПД; третман има за циљ побољшање симптома. Почетно лечење је типично леком леводопа (L-DOPA), праћено агонистима допамина када леводопа постане мање ефикасна. Како болест напредује, ови лекови постају мање ефикасни, док истовремено производе нежељени ефекат обележен невољним покретима мишића. Дијета и неки облици рехабилитације показали су одређену ефикасност у побољшању симптома. Операција за постављање микроелектрода за дубоку стимулацију мозга коришћена је за смањење моторичких симптома у тешким случајевима када су лекови неефикасни. Докази о третманима симптома ПД који нису повезани са кретањем, попут поремећаја спавања и емоционалних проблема, знатно су слабији.
Болест је названа по енглеском лекару Џејмсу Паркинсону, који је први објавио детаљан опис у Есеју о дрхтавој парализи 1817. године. Кампање за подизање свести јавности укључују Светски дан Паркинсонове болести (на рођендан Џејмса Паркинсона, 11. априла) и употребу црвеног тулипана као симбола болести. Међу људе са Паркинсоновом болести који су повећали свест јавности о том стању спадају боксер Мухамед Али, глумац Мајкл Џеј Фокс, олимпијски бициклиста Дејвис Фини и глумац Алан Алда.

## Класификација
Потешкоће у кретању пронађене код ПД називају се паркинсонизам, који се дефинише као брадикинезија (спорост у иницирању добровољних покрета, са прогресивним смањењем брзине и опсега понављајућих радњи као што је добровољно тапкање прстима) у комбинацији са једним од три друга физичка знака: мишићава крутост (хипокинезија или зупчаник), тремор у мировању и постурална нестабилност. Бројни различити поремећаји могу имати проблеме паркинсонског типа кретања.